# SM 1
För tågvagnen, se Sm1.
SM 1 var en finländsk minsvepare som byggdes 1939, Fartyget var byggt helt i trä och byggdes för skyddskårens räkning.

## Fartyg av klassen
- SM 1
- SM 2
- SM 3
- SM 4